# En djävul till granne
En djävul till granne (originaltitel: The 'Burbs) är en amerikansk komedifilm från 1989, i regi av Joe Dante. Tom Hanks spelar Ray Peterson som bor tillsammans med sin fru Carol (Carrie Fisher) och son. I grannhuset bor Art Weingartner (Rick Ducommun) och åt andra hållet familjen Klopek. På andra sidan gatan bor exmilitären Mark Rumsfield (Bruce Dern) tillsammans med sin unga fru (Wendy Schaal).

## Handling
Familjen Klopek flyttar till gatan Mayfield Place i ett lugnt villakvarter i den lilla staden Hinckley Hills, Iowa. De för oväsen på nätterna vilket retar upp de omkringboende grannarna vilka desperat försöker få reda på vad den mystiska familjen håller på med. Efter en månad av flera misslyckade försök att prata med familjen beslutar sig grannarna för att bjuda in sig själva till familjen Klopek vilka visar sig vara mer excentriska och mystiska än vad de omkringboende kunnat föreställa sig. En dag när Klopeks är borta beslutar sig grannarna för att bryta sig in hos dem och ta reda på vad som egentligen försiggår i deras hus på nätterna. Desperata gräver de efter lik i trädgården och i källaren men lyckas stöta på en gasledning vilket leder till att hela huset exploderar. Detta framför ögonen på Klopeks, polisen och resten av grannarna som intresserat tittar på. 